# Breaker Morant
Cet article concerne un soldat australien. Pour le film inspiré de sa vie, voir Héros ou Salopards.
Pour les articles homonymes, voir Morant.
Harry « Breaker » Morant (9 décembre 1864 - 27 février 1902) était un bouvier, poète, cavalier et soldat anglo-australien. Ses compétences renommées en matière équestre lui ont valu le surnom de « Breaker ».
Éloquent et cultivé, il était également un poète publié et devint également un des « bardes » les plus connus des années 1890, le volume de ses œuvres paraissant dans le magazine The Bulletin.
Au cours de son service dans la seconde guerre des Boers, Morant a été rendu responsable de l'exécution sommaire de plusieurs prisonniers boers (afrikaners) et d'un missionnaire allemand, CAD Heese, qui avait été témoin de ses exactions. Ces actions l'ont conduit à un procès controversé en cour martiale pour meurtre, son ordre d'exécution ayant été signé par le commandant d'Afrique du Sud lui-même, lord Kitchener — mais celui-ci niera l'émission d'un tel document. Morant a été exécuté par un contingent des Cameron Highlanders, un régiment de l'armée britannique, dans les geôles de Prétoria (Afrique du Sud) le 27 février 1902.
Dans le siècle qui a suivi sa mort, Morant est devenu un héros populaire en Australie. Son histoire a été le sujet de nombreux livres et d'un film australien. Même durant sa vie, il y eut un grand nombre d'informations contradictoires sur ce personnage mystérieux et insaisissable. La plupart de ce qui est connu à son sujet repose sur ses propres paroles, et bon nombre d'anecdotes sur lui sont apocryphes.

## Les débuts
Les informations concernant la vie de Morant avant la guerre des Boers varient considérablement, Morant lui-même ayant fabriqué de toutes pièces certaines légendes.
Son nom complet était Edwin Henry Murrant, né en décembre 1864 à la Bridgewater Workhouse de Somerset, Angleterre. Son père, qui décéda deux semaines avant sa venue au monde, était directeur de la Workhouse, sa mère en était l'infirmière-chef. Il passa ses premières années dans la Union Workhouse de Bridgewater en Angleterre, où sa mère continua à exercer la profession d'infirmière-chef après le décès de son mari. Elle mourut en 1899 alors que Morant était à Adélaïde, Australie, prêt à embarquer pour l'Afrique du Sud.
Morant, comme il se fut lui-même renommé, est souvent décrit comme quelqu'un de cultivé. Il affirma être le fils illégitime de l'Amiral Sir George Digby Morant de la Royal Navy, une affirmation assimilée par la suite à un fait réel, bien que l'Amiral l'ait nié.
Il a été suggéré que Morant, étant jeune, se plaça dans le giron d'un soldat et auteur écossais fortuné, George Whyte-Melville. Comme pour beaucoup d'autres anecdotes, il n'y a aucune preuve confortant cette théorie.
Morant migra vers l'Australie en 1883 et s'installa dans l'arrière-pays du Queensland. Durant les quinze premières années suivant son installation, il travailla dans le Queensland, la Nouvelle-Galles du Sud et le Sud de l'Australie.
Il s'adonna à toutes sortes d'occupation : commerce de chevaux à Charters Towers, pigiste à Hughenden en 1884, mais il fut suggéré qu'il quittât ces deux villes pour dettes. Dès lors il erra un certain temps avant de retrouver un emploi de comptable et magasinier dans un élevage à Esmeralda.
Le 13 mars 1884, Morant épousa Daisy May O'Dwyer, qui devint par la suite une anthropologue célèbre en Australie sous le nom de Daisy Bates. Le couple se sépara peu après mais ne divorça jamais officiellement. 

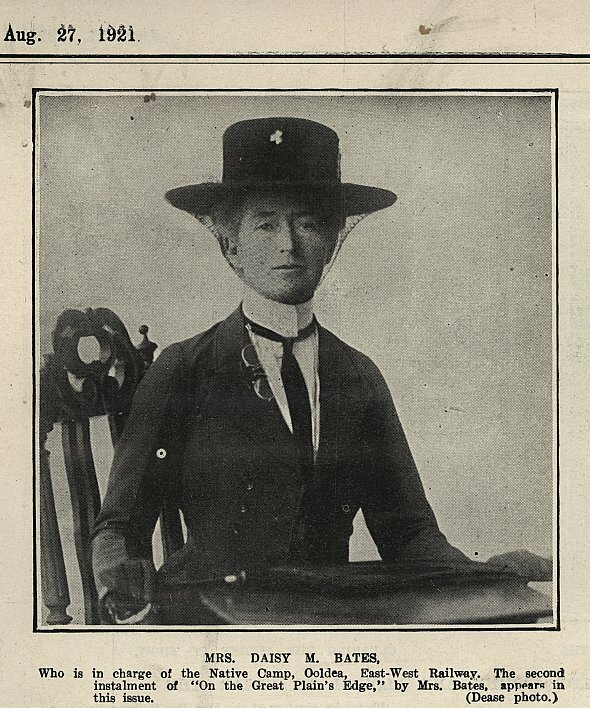
Daisy Bates in 1921

Il travailla ensuite durant plusieurs années comme conducteur de bestiaux et dresseur de chevaux, et écrivit dans le même temps les ballades qui l'ont conduit à la célébrité et à se lier avec les fameux poètes Henry Lawson, Banjo Patterson et William Henry Ogilvie.

## Carrière militaire
À l'époque où Morant s'engagea en tant que volontaire pour le service militaire, en 1899, l'Australie était composée de colonies séparées, chacune étant sous gouvernement britannique, et comme la population comprenait une très forte proportion d'immigrants britanniques, la plupart des Australiens entretenaient des liens forts avec la « mère patrie ». En conséquence, des milliers d'Australiens se portèrent volontaires pour combattre dans le camp des Anglais durant la guerre des Boers.
Considérant cela comme une opportunité de regagner l’Angleterre et de se faire pardonner par la famille qu’il avait abandonnée seize ans auparavant, Morant s’engagea dans le Second Contingent du Régiment Monté du Sud australien. Se trouvant à Adélaïde, Morant fut, selon certains rapports, invité à visiter la résidence d’été du gouverneur du Sud Australien, Lord Tennyson ; après la fin de son entraînement, il fut promu.

## Sources
- (en) Cet article est partiellement ou en totalité issu de l’article de Wikipédia en anglais intitulé « Breaker Morant » (voir la liste des auteurs).